# Adalbert Kuhn
Franz Felix Adalbert Kuhn, född 19 november 1812 i Königsberg in der Neumark, död 5 maj 1881 i Berlin, var en tysk språkforskare. Han var far till Ernst Kuhn.
Kuhn disputerade 1837 i Berlin för doktorat (De conjugatione in -mi linguæ sanscritæ ratione habita) och anställdes som gymnasielärare i Berlin, från 1856 med professors titel. Han var en av de mest framstående representanterna för Franz Bopps skola inom den jämförande språkvetenskapen. Han var den förste, som tillgodogjorde Rig Veda för den indoeuropeiska grammatiken (bland annat Sprachliche Resultate aus der vedischen Metrik). I Zur ältesten Geschichte der indogermanischen Völker (1845) tecknade han germanernas äldsta odling. 
Kuhn grundlade även en särskild skola i jämförande mytologi på basis av den jämförande språkforskningen genom Die Herabkunft des Feuers und des Göttertranks (1859). Hans intresse för mytologin framträder dessutom i flera sagosamlingar: Märkische Sagen und Märchen (1843), Norddeutsche Sagen, Märchen und Gebräuche (med Wilhelm Schwartz; 1848) och Sagen, Gebräuche und Märchen aus Westfalen (1859). Kuhns senare avhandling Ueber die Entwicklungsstufen der Mythenbildung (i Berlinakademiens avhandlingar, 1873) innehåller mytforskningens metodologi, såsom han fattade den: myternas grundval är att söka på språkligt område; polynomi och homonymi är deras väsentliga faktorer. Hans mest kände efterföljare var Friedrich Max Müller, men den Kuhnska skolans roll blev snart utspelad. 
Tillsammans med Theodor Aufrecht uppsatte Kuhn 1852 och utgav fr.o.m. tredje bandet ensam "Zeitschrift für vergleichende Sprachforschung auf dem Gebiete des Deutschen, Griechischen und Lateinischen", senare, fr.o.m. 1858, jämte August Schleicher, "Beiträge zur vergleichenden Sprachforschung auf dem Gebiete der arischen, keltischen und slavischen Sprachen". År 1875 sammanslogs båda till "Zeitschrift für vergleichende Sprachforschung auf dem Gebiete der indogermanischen Sprachen". Dessa tidskrifter (vanligen citerade under benämningarna "Kuhns Zeitschrift" och "Kuhns Beiträge") fick under Kuhns ledning stor betydelse för språkvetenskapens snabba utveckling och för dess anseende inom den lärda världen (senare sammanslogs Kuhnska tidskriften med Adalbert Bezzenbergers).